# 2,5-呋喃二甲酸
2,5-呋喃二甲酸（英語：2,5-Furandicarboxylic acid，缩写FDCA）是一种有机化合物，分子式C6H4O5，是一种带有呋喃基团的不饱和二羧酸，由威廉·鲁道夫·菲蒂希和其同事在1876年通过浓氢溴酸与半乳糖二酸合成。